# Vicki Iovine
Vicki McCarty Iovine, nacida Vicki Ann McCarty, (Los Ángeles, 13 de enero de 1954) es una modelo, escritora, y abogada estadounidense.

## Vida y carrera
Recibió su grado (summa cum laude, Phi Beta Kappa) en Periodismo por la Universidad de California, Berkeley. Fue a la facultad de Derecho en la Hastings College of the Law y un LL.B. en Derecho Internacional por la Universidad de Cambridge.
Es una antigua miembro del consejo de administración de Special Olympics, así como antigua productora de televisión y presentadora de un programa radiofónico. Fue   Playmate del Mes para la revistaPlayboy en su número de septiembre de 1979 y fue fotografiada por Arny Freytag. Apareció al año siguiente como personaje central en To Tell the Truth, con todos los cuatro panelistas adivinando correctamente su identidad. En 1982, fue una de las tres finalistas para el trabajo de azafata y giradora de letra en la Rueda de Fortuna el cual finalmente consiguió Vanna White.
Tenga un breve matrimonio, que finalizó en divorcio, y después estuvo 24 años casada con Jimmy Iovine, un productor discográfico y un cofundador de Interscope Records, hasta 2009. Tienen cuatro hijos.

## Obras
Iovine ha publicado varios títulos relativos al embarazo y paternidad bajo la marca de Girlfriends' Guides, así como Best Friends' Guides.

### Girlfriends' Guides
- The Girlfriends' Guide to Pregnancy (1st Ed. 1995, 2a Ed. 2007)
- The Girlfriends' Guide to Pregnancy Daily Diary (1996)
- The Girlfriends' Guide to Surviving the First Year of Motherhood (1997)
- The Girlfriends' Guide to Toddlers (1999)
- The Girlfriends’ Guide to Getting your Groove Back (2001)
- The Girlfriends‘ Guide to Baby Gear (2003)
- The Girlfriends' Guide to Parties and Playdates (2003)

### Best Friends' Guides
- Best Friends' Guide to Surviving the First Year of Motherhood: Wise and Witty Advice (1999).
- The Best Friends' Guide to Toddlers: A Survival Manual to the 'Terrible Twos' (and Ones and Threes) from the First Step, the First Potty and the First Word ('No') to the Last Blanket (1999).
- The Best Friends' Guide to Getting Your Life Back (2005).